# Курутія чубата

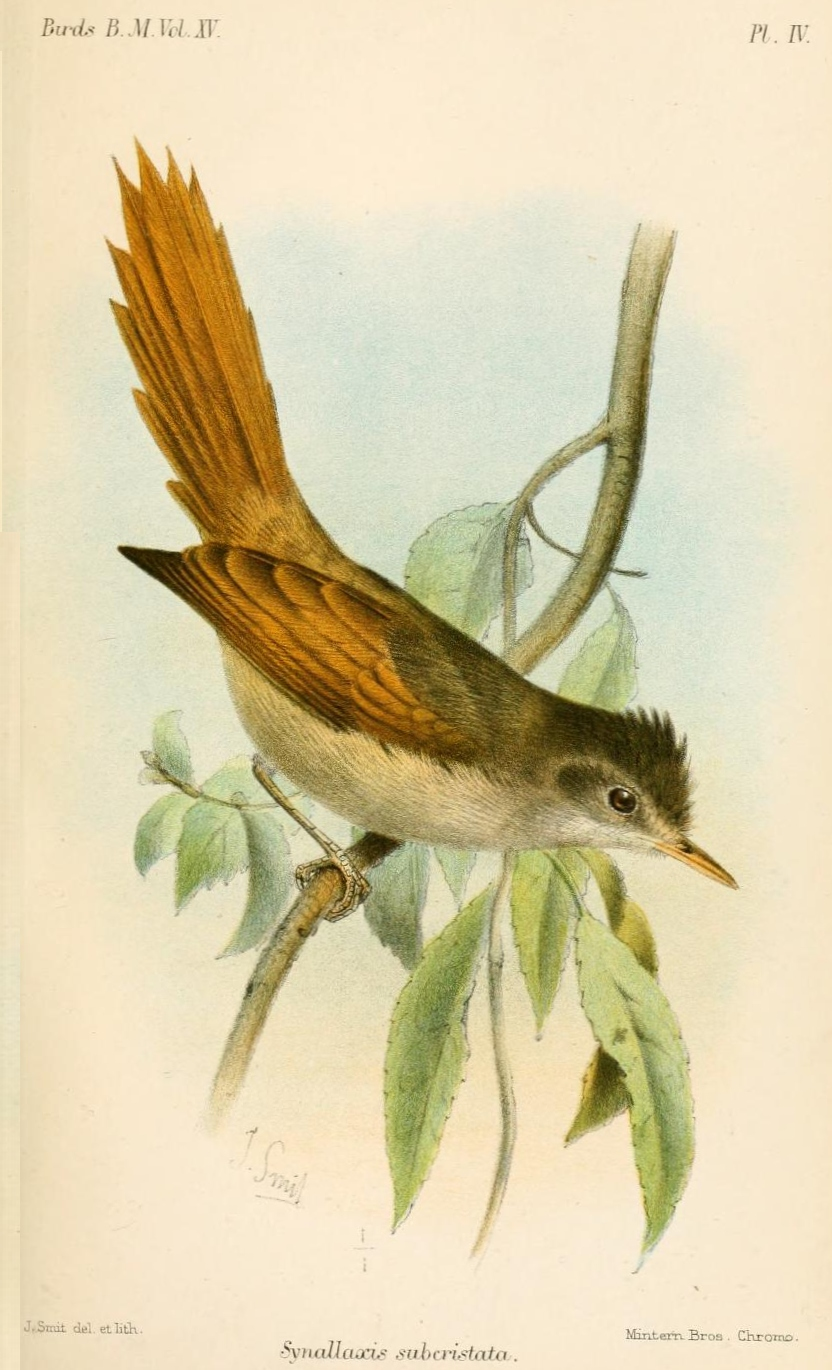
Чубата курутія

Куру́тія чубата (Cranioleuca subcristata) — вид горобцеподібних птахів родини горнерових (Furnariidae). Мешкає в Колумбії і Венесуелі.

## Підвиди
Виділяють два підвиди:
- C. s. subcristata (Sclater, PL, 1874) — Анди на півночі Венесуели (Кордильєра-де-Мерида, Прибережний хребет, а також узбережжя озера Маракайбо) та на північному сході Колумбії (Східний хребет Колумбійских Анд на південь до Бояки);
- C. s. fuscivertex Phelps & Phelps Jr, 1955 — Сьєрра-де-Періха (північно-східна Колумбія і північно-західна Венесуела).

## Поширення і екологія
Чубаті курутії живуть в кронах вологих гірських і рівнинних тропічних лісів, на узліссях і плантаціях. Зустрічаються на висоті від 50 до 2300 м над рівнем моря.